# Kronprinz Rudolf-Bahn
De k.k. priv. Kronprinz Rudolf-Bahn Gesellschaft (KRB) was een spoorwegmaatschappij in Oostenrijk-Hongarije die tussen 1868 en 1873 de Rudolfsbahn aanlegde. De KRB raakte als gevolg van de economische crisis in 1873 in moeilijkheden. Omdat de schulden zich opstapelden werd het bedrijf in 1880 onder overheidsbestuur geplaatst en in 1884 geïntegreerd in de k.k. österreichische Staatsbahnen. De spoorlijn zelf bleef wel gewoon in gebruik. 